# Gastarbeiterroute

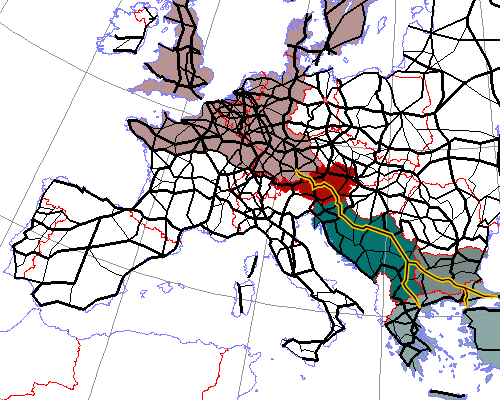
Die Gastarbeiterroute, im heutigen Europastraßennetz
↔ Rot ↔ Grün: Gastländer und Gastarbeiterländer
↔ Dunkelstufe: Transit- und Quell-/Zielländer

Gastarbeiterroute ist die Ende der 1960er-Jahre entstandene umgangssprachliche Bezeichnung für die ehemalige Reisestrecke zwischen München und Istanbul beziehungsweise Thessaloniki. Es handelte sich dabei um die bevorzugte Autoreiseroute von südosteuropäischen Gastarbeitern in deren Heimatländer zu Urlaubszeiten. Über viele Jahre verzeichnete die Strecke enorme Staus und hohe Unfallopferzahlen.

## Hintergrund
In der Zeit nach dem 2. Weltkrieg wurden unter anderem durch die Bundesrepublik Deutschland, Österreich und der Schweiz Personengruppen aus Süd- respektive Südosteuropa mittels Anwerbeabkommen ein zeitlich befristeter Aufenthalt zur Arbeit angeboten. Nachdem die erste Generation von Gastarbeitern Anfang der 1960er-Jahre vorrangig aus Italien und von der Iberischen Halbinsel gekommen war, wurden ab Mitte der 1960er-Jahre besonders die Länder im Südosten Europas und zunehmend auch die Türkei beworben. So wurden beispielsweise in Westdeutschland nach dem Muster des ersten deutsch-italienischen Anwerbeabkommens von 1955 ab 1960 Anwerbeabkommen mit Griechenland (1960), der Türkei (1961) und zuletzt mit Jugoslawien (1968) getroffen. Österreich unterzeichnete unter anderem Anwerbeabkommen mit der Türkei (1964) und mit Jugoslawien (1966). In den folgenden Jahren, vor allem zwischen 1969 und 1973, wanderten dadurch ungefähr 265.000 Menschen nach Österreich ein. Sie wurden zumeist als un- oder angelernte Arbeiter in der Industrie in Bereichen, in denen schwere und schmutzige Arbeit verrichtet werden musste und wo das Schichtsystem, Fließbandarbeit sowie der Akkordlohn den Arbeitsalltag bestimmten, eingesetzt.
Diese Gastarbeiter fuhren in der Folge zu Urlaubszeiten und während Werkschließungen oft gleichzeitig zurück in die Heimatländer. Die Reisestrecke von Mitteleuropa in den Balkan führte vielfach durch enge Dörfer und Städte; Ortsumfahrungen und Autobahnausbau befanden sich zumeist noch im Planungsstadium. Dabei sorgten die Gastarbeiter ab Ende der 1960er-Jahre hauptsächlich zu Beginn der Sommerferien, zu Weihnachten und zu Ostern für Chaos besonders auf den österreichischen und jugoslawischen Straßen, die damals nicht für den Transit von jeweils rund zwei Millionen Personen innerhalb weniger Tage ausgelegt waren. 

## Verlauf

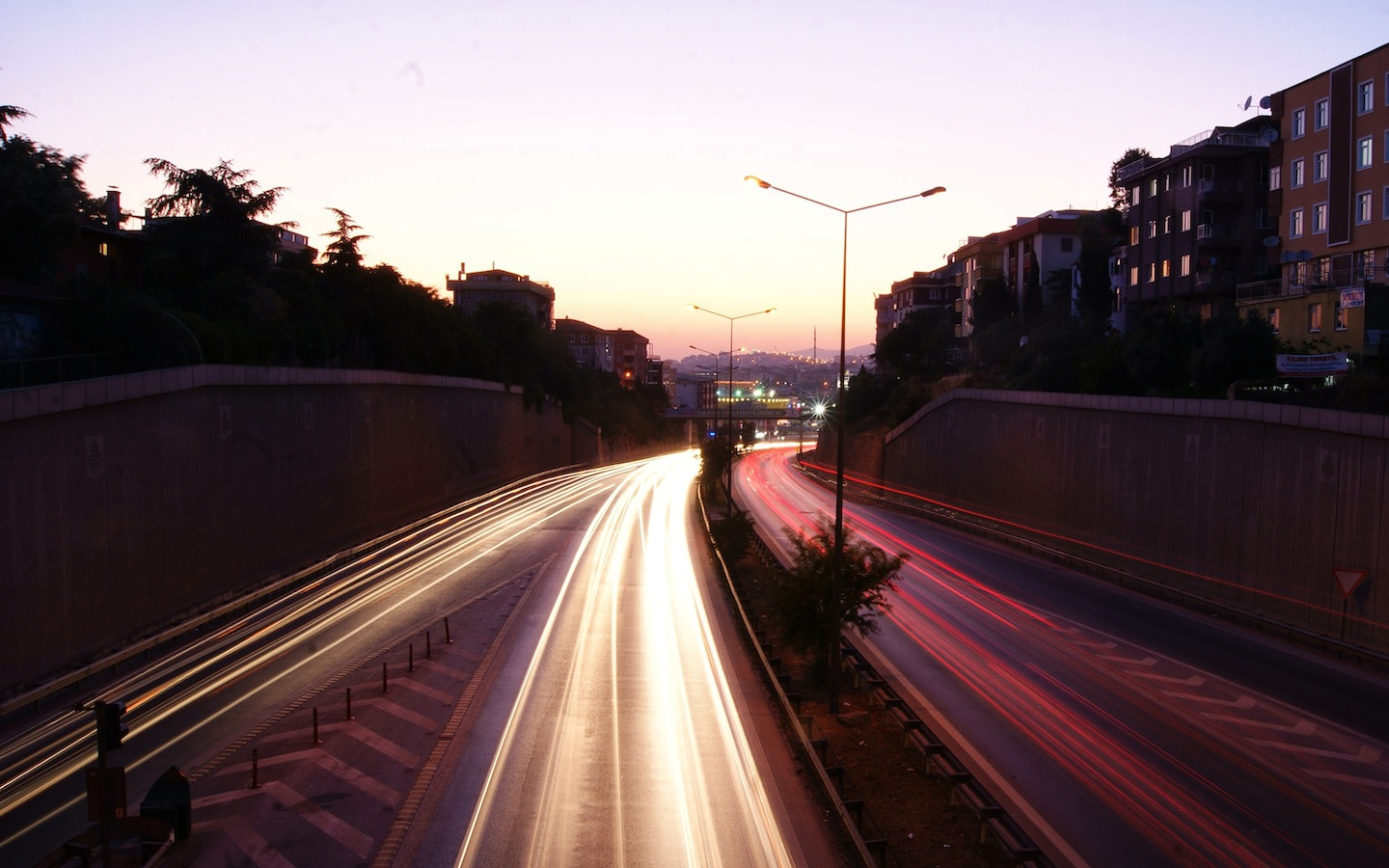
Ehemalige „Gastarbeiterroute“ E 5 (heute: D-100) in Güzelyali, Pendik (Istanbul)

Die als Gastarbeiterroute bezeichnete Strecke verlief im weitesten Sinne entlang der historischen Europastraße 5 (Nord-Süd-Achse; via Wien – Budapest). Von München verlief die Route nach Salzburg, von dort über Bischofshofen – Radstadt – Liezen – Leoben – Bruck an der Mur und Graz nach Spielfeld an den damaligen jugoslawischen Grenzübergang Spielfeld/Šentilj. Somit wurden vielfach enge Alpentäler, aber als einzige Alpentransitstrecke kein nennenswerter Pass überquert. In Jugoslawien galt die Strecke von der Grenze nach Maribor und weiter über Varaždin, Zagreb und Belgrad nach Niš als traditionelle Gastarbeiterroute. Dort teilte sich die Route und führte einerseits südwärts über Skopje und Evzoni nach Thessaloniki in Griechenland und andererseits ostwärts entlang der antiken Via Militari über Bulgarien in die Türkei nach Istanbul. Der gesamte Verlauf entspricht den heutigen Europastraßen E 52 – 55 – 651 – 57 – 59 – 70 – 75 bzw. 80.
Eine Alternative zu Graz war die Route über Villach mit der Autoverladung durch die Tauernschleuse zwischen den Bahnhöfen Böckstein und Mallnitz, zumal sie kürzer und schneller war. Allerdings führte diese Alternative nicht über den Wurzenpass mit 18 % Steigung und Jesenice, sondern durch den Loibltunnel zwischen Ferlach und Tržič (Neumarktl) weiter nach Ljubljana.

## Geschichte
Im Transitverkehr von dort in die nordwesteuropäischen Industriezentren in Deutschland, den Benelux-Ländern, dem Norden Frankreichs (der sich entwickelnden EWG), bis nach England und Skandinavien, bildeten die neutralen bzw. blockfreien Länder Österreich und Jugoslawien das Nadelöhr entlang des Eisernen Vorhangs. Fernstraßen waren durch den Zerfall der Habsburgermonarchie, die beiden Kriege mit der Besatzungszeit und die Teilung Europas im Kalten Krieg nicht auf diesen Nordwest–Südost-Transit ausgelegt.

### Entstehung
Erstmals trat das Phänomen der Überlastung zu Weihnachten 1969 auf, als ein Massenverkehrsaufkommen, mit Eis und Schnee, die Behörden unvorbereitet traf. Am österreichisch-jugoslawischen Grenzübergang Spielfeld/Šentilj brachen im Stau Unruhen aus, so dass das österreichische Bundesheer mit 120 Mann ausrücken musste, um für Ordnung zu sorgen. In den folgenden Jahren wurde die Überlastung der Strecke kontinuierlich stärker. An Spitzentagen wurden bis zu 40.000 Fahrzeuge gezählt. Mangelhaft verkehrstaugliche, schwer überladene Fahrzeuge und übermüdete Fahrer führten zu nie da gewesenen Unfallzahlen. Um 1975 waren Österreich und Jugoslawien europaweit die Länder mit den meisten Unfalltoten, auf der Gastarbeiterroute starben zu den Urlaubszeiten jährlich mehr Menschen als auf allen deutschen Autobahnen zusammen.

### Regionale Problematiken

#### Deutschland
„Nadelöhr“ der Strecke war die Ortsdurchfahrt von München, wo sich, da es noch keinen Autobahnring um die Stadt herum gab, der gesamte Verkehr über den Mittleren Ring „quälen“ musste. Hier trafen sich die Verkehrsströme aus Hamburg, Berlin und Frankfurt mit denen aus Karlsruhe und Stuttgart und somit der gesamte Reiseverkehr aus Deutschland, Nordfrankreich, den Beneluxländern, England und Skandinavien. Die Folge davon waren oft kilometer- und stundenlange Staus. Von hier bis zum Inntal-Dreieck Richtung Brennerpass mischte sich auch der Südosteuropa-Transit mit dem zeitgleichen Urlaubsverkehr Richtung Italien. Zwar war die Strecke bis an die österreichische Grenze am Walserberg als Autobahn (A 8) ausgebaut, aber – streckenweise bis heute – nur im vierspurigen Originalausbau der 1930er-Jahre und ohne Pannenstreifen. Mit dem Irschenberg und der Grenzkontrolle am Walserberg befanden sich auch hier Problemzonen.

#### Österreich

Der „Autoput Bratstvo i jedinstvo“

In Österreich bestand die Gastarbeiterroute bis in die beginnenden 1980er-Jahre nahezu ausschließlich aus Bundesstraßen. Der steirische Abschnitt war als der gefährlichste Teil dieser Strecke zu sehen: Auf 330 km ereigneten sich durchschnittlich mehr als 5000 Verkehrsunfälle pro Jahr. Die Österreichische Gesellschaft für Straßenwesen stellte fest, dass „ein Drittel aller Gefahrenstellen der österreichischen Straßen auf der Gastarbeiterstrecke lag“. Als der unfallträchtigste Abschnitt galt dabei die 1965 erbaute Leobener Umfahrung, wo beispielsweise zwischen 1965 und 1975 auf einer Länge von 12 km 62 Tote und 178 Schwerverletzte zu verzeichnen waren. Die Zeitschrift Der Spiegel bezeichnete die Leobener Umfahrung in einem Artikel aus dem Jahr 1975 daher als „Massengrab für Autofahrer“.
Ein weiteres, damals sehr gefährlich zu befahrenes Teilstück war die damalige Schoberpass-Bundesstraße B 113. Diese Gefahrenstelle wurde bereits 1973 vom Kuratorium für Verkehrssicherheit in einer Expertise hervorgehoben. Die leichte Steigung führte bei den meist überladenen Fahrzeugen zu sehr langen Überholvorgängen, die sich in schwersten Frontalzusammenstößen auswirkten. Am 9. September 1974 starben an dieser Stelle bei einem einzigen Unfall durch rücksichtsloses Überholen zehn Personen. Dieser war der 154. Unfall auf der Schoberpass-Bundesstraße – 108 Unfälle davon wurden von ausländischen Lenkern auf der Durchreise verursacht. Das nahegelegene Unfallkrankenhaus in Kalwang war mit 70 Betten durch die Unfälle auf der Gastarbeiterroute ausgelastet. Ein Teil des Friedhofs in Kalwang war für die ausländischen Unfallopfer der B 113 bestimmt, es finden sich dort heute noch einige Gräber von verunglückten Gastarbeitern. Allein 1974 wurden 36 verunglückte türkische Gastarbeiter auf diesem Friedhof begraben.
Die damalige Streckenführung enthielt im Ennstal und von Leoben südwärts zahllose Ortsdurchfahrten. Für die Anrainer war ein gefahrloses Überqueren der Straße in Spitzenzeiten nur mit Hilfe der Gendarmerie möglich, viele Fußgänger wurden Opfer des Transitverkehrs. Bei 70 % Ausländeranteil am Verkehrsgeschehen an Spitzen-Wochenenden wurden nur maximal 54 % an Ausländer-Unfallbeteiligungen registriert.

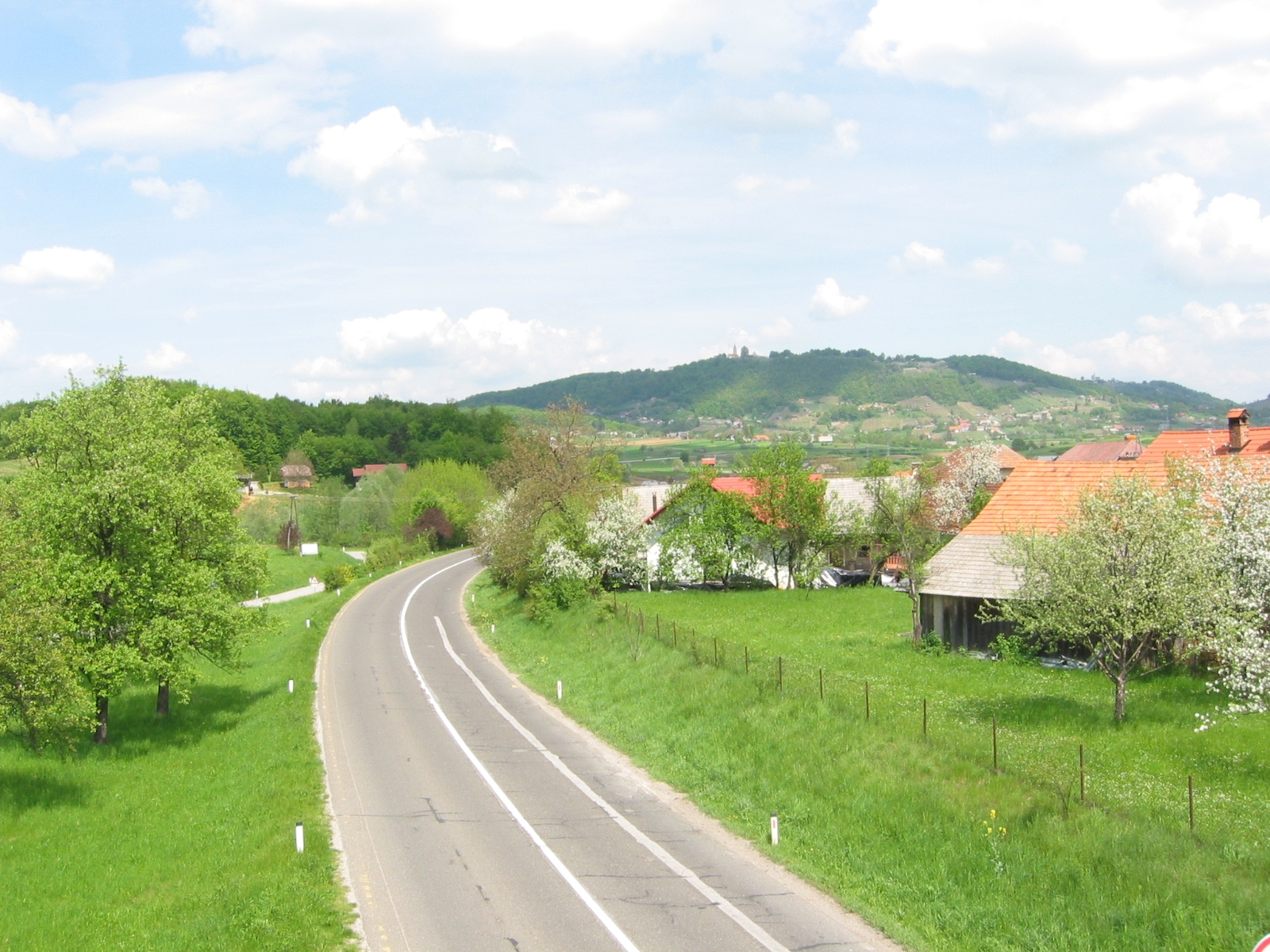
Teil der Gastarbeiterroute bei Dolenje Kronovo, Slowenien (2008)

Für Österreich, das gerade begann, sich als Tourismusdestination zu etablieren, war der Transitverkehr ein enormes wirtschaftliches Problem. Die Treibstoffpreise waren höher als in Deutschland und wesentlich höher als in Jugoslawien. Die Durchreisenden waren wenig motiviert, auch nur Zwischenstopps für Essen oder gar Nächtigung einzulegen, sodass für Österreich nur Kosten entstanden. Aufgrund noch nicht vorhandener entsprechender internationaler Abkommen konnten Verkehrsübertretungen kaum geahndet werden, so dass zeitweise an der Strecke mobile Schnellgerichte eingesetzt wurden. 1975 erregte ein Fall Aufsehen, in dem ein Gendarm angefahren und schwer verletzt wurde; der Unfalllenker hatte im Schnellverfahren 700 Mark (etwa 350 €) zu hinterlegen. Der Exekutivbeamte verstarb eine Woche später, ohne dass der Fahrer nachträglich belangt werden konnte. Auch konnten die zahlreichen nicht verkehrssicheren Fahrzeuge kaum aus dem Verkehr gezogen werden, da andernfalls mit dem Gebrauch noch schlechterer Fahrzeuge gerechnet werden musste. Ein Weitertransport oder eine Unterbringung der Personen seitens der Behörden hätte zudem jegliche Infrastruktur überfordert.
Übermüdung und die mangelnde Verkehrsdisziplin der durchreisenden Gastarbeiter sowie deren technisch zumeist mangelhaften Fahrzeuge führten nahezu täglich zu schwersten Frontalzusammenstößen. Das österreichische Kuratorium für Verkehrssicherheit startete deshalb im Jahr 1972 eine Verkehrserziehungskampagne unter dem Titel „Helfen wir Kolaric!“, um den Gastarbeitern ein verbessertes Verkehrsbewusstsein nahebringen zu können, denn die Fahrausbildung war in den Herkunftsländern zur damaligen Zeit äußerst mangelhaft. Weiters wurden im Laufe der Zeit zahlreiche Risikostellen wie Steigungen und Kurven, aber auch Rastmöglichkeiten im ländlichen Österreich in Serbokroatisch, Griechisch und Türkisch ausgeschildert sowie Flugblätter in neun Sprachen (bis zu Persisch) verteilt, was jedoch ohne sonderlichen Erfolg blieb.
Zudem hinterließen die Gastarbeiter auf ihrem Weg enorme Müll- und auch Fäkalienmengen, ein Umstand, der das tolerante Verhältnis der Fortschrittsjahre seitens der Einheimischen zu den – noch dazu aus Deutschland kommenden – „Tschuschen“ zunehmend in Fremdenfeindlichkeit umschlagen ließ.
In den 1960ern und 1970ern hatte Österreich sich auf den Ausbau der Strecken nach Italien, also besonders der Brennerautobahn, der Tauernautobahn und der Südautobahn, konzentriert, um auf den Italientourismus zu reagieren. Der Ausbau der Südostdiagonale war lange als nachrangig eingestuft worden. Sitzstreiks mit Straßenblockaden (1974 in Wildon und 1977 in Peggau) sollten den Ausbau der projektierten Umfahrungsstraßen beschleunigen. Die Pyhrn Autobahn A 9 wurde auf steirischer Seite bis in die späten 1980er-Jahre weitgehend fertiggestellt. Da es aber nördlich des Pyhrnpasses auf der oberösterreichischen Seite bis in die 1990er-Jahre zu Anrainerprotesten kam, konnten sich die Verkehrsströme der Gastarbeiter nicht von der Salzach-Enns-Achse auf die Westautobahn verlagern. Das obere Ennstal zwischen Flachau und Liezen, die Ennstal Bundesstraße B 320, blieb bis zum Ende der Gastarbeiterroute der Engpass schlechthin. Auch Umleitungsversuche über den Pötschenpass (Salzkammergutstraße B 145) oder über die Pyhrnpass Straße B 138 führten spätestens bei Liezen wieder zusammen.

Letzte Problemstelle in Österreich war der Grenzübergang in Spielfeld: Die Abfertigungsgeschwindigkeit der Zöllner der damaligen jugoslawischen Teilrepublik Slowenien war äußerst niedrig und lag auch bei den jugoslawischen Behörden bei durchschnittlich etwa 20 Fahrzeugen pro Minute und damit deutlich unter dem Verkehrsaufkommen. Um Weihnachten 1974 waren 70 Kilometer Stau – von der Grenze bis zurück in die steirische Hauptstadt Graz – mit 30 Stunden Wartezeit zu verzeichnen.

#### Jugoslawien
Hinter der Grenze bei Spielfeld war die Gastarbeiterroute nur schlecht ausgebaut. Der von Zagreb in südöstliche Richtung verlaufende Streckenabschnitt wurde damals als Autoput Bratstvo i jedinstvo (Straße der Brüderlichkeit und Einheit) bezeichnet. Zu Zeiten der Gastarbeiterroute war die Strecke praktisch in ihrem ursprünglichen Zustand, wie sie zu Kriegszeiten von deutschen Kriegsgefangenen in Zwangsarbeit begonnen und erst nach dem Krieg fertiggestellt wurde. Sie war die über tausend Kilometer meist nur zweispurig.
Der Autoput war entsprechend berüchtigt. Täglich starben auf dem Abschnitt rund zehn Menschen bei Unfällen. Obwohl die Geschwindigkeit auf 100 km/h begrenzt war, konnte aufgrund der Straßenzustände meist nur die Hälfte gefahren werden.

### Entspannung
Die Lage begann sich erst in den späteren 1980er-Jahren zu entspannen, als der Urlauberpendelverkehr durch die zunehmende Integration der Gastarbeiter abnahm und die mangelhafte technische Ausrüstung durch den höheren Lebensstandard seltener wurde. Mit dem Ende des Ostblocks ab 1989 forcierte die Europäische Union den gemeinschaftlichen Ausbau der europäischen Straßen- und Schienen-Fernverbindungen.
Der Ausbruch der Jugoslawienkriege 1991 brachte das Ende der klassischen Gastarbeiterroute, als eine großräumige Ausweichroute über Wien, Ungarn und Rumänien beziehungsweise über Italien und mit der Fähre nach Griechenland entstand. Außerdem entwickelte sich während des Jugoslawienkrieges der Flugverkehr vor allem in die Türkei zum einen mangels Alternativen zur bekannten Gastarbeiterroute, zum anderen aufgrund der schnelleren Verbindung per Flugzeug. Da die Türkei für die 2. Generation der türkischen Gastarbeiter mehr Urlaubsland als Heimat war, wurde auch deutlich weniger in dieses Land an Waren transportiert, so dass das Flugzeug die Vorteile der Zeitersparnis und vor allem der Kosten bot.
In dieser Zeit entwickelte sich auch die Türkei immer mehr als Urlaubsland für europäische Touristen, und Kroatien rückte durch den Bürgerkrieg für Jahre als Urlaubsland in den Hintergrund. In dieser Zeit entwickelte sich vor allem Öger Tours zu einem führenden Flugunternehmen auf diesem Gebiet, unterstützt durch die enorm gestiegene Nachfrage Einheimischer und touristischer Reisender.

## Heutige Situation
Das Ende der Jugoslawienkriege und der Beitritt Ungarns, Rumäniens und Bulgariens in die EU bedeutete die Zäsur der wirtschaftlichen und sozialen Situation in (Süd)Osteuropa. Die typischen Verkehrsprobleme der Gastarbeiterroute treten seither nicht mehr auf. Vielmehr nutzen heute nebst Heimatbesuchende auch zahlreiche Touristen die Straßenverbindungen über Slowenien nach Kroatien und weiter in den Balkan.
Die heutigen Verkehrsprobleme sind aber keinesfalls mit den Verzögerungen der Gastarbeiterroute zu vergleichen. Die Straßenverbindungen sind heutzutage um ein Vielfaches besser ausgebaut als zu Hochzeiten der Gastarbeiterroute. In Deutschland wird der Fernverkehr großzügig über den Autobahnring um die Münchner Innenstadt herumgeleitet, sodass nur die nicht ausgebauten Teilstücke der A8 bei Irschenberg weiterhin Nadelöhre des Ferienreiseverkehrs bilden. Der Südosteuropa-Transit hat sich aber insgesamt mehr auf die A 3 Fürth/Erlangen–Passau und dann weiter über Wels und Graz verlagert.
In Österreich führt der Transit nach Südosteuropa heute nicht mehr über die Autobahn München – Salzburg, Tauernautobahn und Ennstal, sondern vorrangig über Passau, Innkreisautobahn A 8 mit „Welser Westspange“ und die Pyhrn Autobahn nach Spielfeld. Somit ist die Strecke zur Gänze als Autobahn nutzbar. Eine Routenvariante führt über Wien und die mittlerweile auch in Ungarn gut ausgebauten Verbindungen (etwa Europastraße 60 und 65) oder auch durch den 1991 eröffneten Karawankentunnel. Nur die Ennstal-Straße gilt auch heute noch als unfallträchtig und gefährlich, eine politische Lösung für einen Vollausbau dieses Abschnitts wurde noch immer nicht erreicht. 
Die Gastarbeiterroute ist nur mehr zum Teil in ihrer ursprünglichen Form befahrbar. Von Radstadt bis St. Michael bei Leoben kann man die Strecke zum größten Teil noch so befahren, wie sie sich zu der Zeit, umgangssprachlich als „Todesstrecke“ bezeichnet, dargeboten hat. Es handelt sich heute um die teilweise zur Autobahn parallel geführten, rückgebauten Lokalverbindungen. Reste von Infrastruktur und Beschilderung sind entlang der Strecke aber noch zu finden.